# Bruno Racine
Bruno Racine là nhà văn, cũng là một viên chức cao cấp của Pháp. Ông từng giữ chức giám đốc Trung tâm văn hóa Georges-Pompidou và là chủ tịch Thư viện Quốc gia Pháp từ năm 2007.
Bruno Jean Marie Racine sinh ngày 17 tháng 12 năm 1951 tại Paris, con trai của Pierre Racine, ủy viên hội đồng nhà nước. Bruno Racine theo học tại Trung học Louis-le-Grand rồi vào Trường Sư phạm Paris và tốt nghiệp thạc sĩ văn chương. Tiếp đó, ông theo học tại Học viện chính trị Paris và vào Trường hành chính quốc gia vào năm 1777.
Sau một thời gian làm việc trong văn phòng thủ tướng cho Jacques Chirac, Bruno Racine được chỉ định làm giám đốc phụ trách văn hóa của thành phố Paris vào năm 1988. Tiếp đó, ông chuyển sang bộ Ngoại giao rồi giữ chức giám đốc Viện Hàn lâm Pháp tại Roma trước khi trở thành giám đốc Trung tâm văn hóa Georges-Pompidou. Từ 28 tháng 3 năm 2007, Bruno Racine trở thành chủ tịch thư viện quốc gia Pháp, kế nhiệm Jean-Noël Jeanneney.

## Tác phẩm
- Le Gouverneur de Morée, 1982, Prix du premier roman
- Terre de promission, 1986
- Au péril de la mer, 1991, Prix des Deux Magots 1992
- La Séparation des biens, 1999, Giải La Bruyère của Viện hàn lâm Pháp 1999
- L'Art de vivre à Rome, 1999,
- L'Art de vivre en Toscane, 2000
- Le Tombeau de la Chrétienne, 2002
- Le Côté d'Odessa, 2007